# Anne-Marie
Anne-Marie Rose Nicholson (Essex, 1991. április 7. vagy 1990. április –), művésznevén Anne-Marie brit énekesnő és dalszerző. 

## Pályafutása
2013-ban a Rocket Records-szal kötött szerződést és ekkor adta ki első demó dalát, a Summer Girl-t. A nagy áttörést a Clean Bandittal és Sean Paullal közösen felvett Rockabye című dal hozta meg számára.

## Diszkográfia

### Stúdióalbumok
- Speak Your Mind (2018)
- Therapy (2021)

### Középlemezek
- Karate (2015)